# Liste der Monuments historiques in Mortagne-du-Nord
Die Liste der Monuments historiques in Mortagne-du-Nord führt die Monuments historiques in der französischen Gemeinde Mortagne-du-Nord auf.

## Liste der Objekte
| Bezeichnung           | Beschreibung                         | Standort                        | Kennzeichnung | Schutzstatus | Datum | Bild |
| --------------------- | ------------------------------------ | ------------------------------- | ------------- | ------------ | ----- | ---- |
| Ölgemälde Emausjünger | 17. Jahrhundert, von Matthias Stomer | in der Kirche St-Nicolas (Lage) | PM59001762    | Classé       | 2000  |      |